# Crack a Bottle
"Crack a Bottle" là một bài hát hip hop của Eminem, Dr. Dre và 50 Cent từ album của Eminem, album Relapse.

## Các bài hát
Promotional CD single
1. "Crack a Bottle" (clean) – 5:16
2. "Crack a Bottle" (dirty) – 5:16
3. "Crack a Bottle" (nhạc đệm) – 5:16
4. "Crack a Bottle" (clean with intro) – 5:16
5. "Crack a Bottle" (dirty with intro) – 5:16
6. "Crack a Bottle" (clean DJ Grind remix) – 5:16
7. "Crack a Bottle" (dirty DJ Grind remix) – 5:16

Promotional 12" vinyl
1. "Crack a Bottle" (clean) – 5:16
2. "Crack a Bottle" (nhạc đệm) – 5:15
3. "Crack a Bottle" (super clean) – 5:16
4. "Crack a Bottle" (super clean short) – 4:38
5. "Crack a Bottle" (album) – 5:15
6. "Crack a Bottle" (dirty short) – 4:38
7. "Crack a Bottle" (nhạc đệm) – 5:15

## Xếp hạng
| Bảng xếp hạng (2009)                 | Vị trí cao nhất |
| ------------------------------------ | --------------- |
| Australian ARIA Singles Chart        | 18              |
| Austrian Singles Chart               | 41              |
| Belgian Singles Chart (Flanders)     | 39              |
| Canadian Hot 100                     | 1               |
| Danish Singles Chart                 | 28              |
| Dutch Mega Single Top 100            | 54              |
| Irish Singles Chart                  | 6               |
| New Zealand RIANZ Singles Chart      | 6               |
| Norwegian Singles Chart              | 5               |
| Swedish Singles Chart                | 9               |
| Swiss Singles Charts                 | 4               |
| Turkey Top 20 Chart                  | 4               |
| UK Singles Chart                     | 4               |
| UK R&B Chart                         | 1               |
| U.S. Billboard Hot 100               | 1               |
| U.S. Billboard Hot R&B/Hip-Hop Songs | 60              |
| U.S. Billboard Hot Rap Tracks        | 4               |
| U.S. Billboard Pop 100               | 1               |